# Eyalato de Adana
El eyalato de Adana (en turco otomano: ایالت ادنه; Eyālet-i Adana‎) fue un eyalato del Imperio otomano, establecido en 1608, cuando se separó del eyalato de Alepo. Su área reportada en el siglo XIX era de 11 409 millas cuadradas (29 549,3 km²).

## Historia
Los ramazánidas desempeñaron un papel clave en las relaciones entre otomanos y mamelucos del siglo XV, siendo un estado tapón ubicado en la zona fronteriza mameluca de al-Awasim. En 1517, Selim I incorporó el beylicato al Imperio otomano después de su conquista del estado mameluco. Los beys de Ramadán mantuvieron la administración del sanjacado otomano de Adana de manera hereditaria hasta 1608. 

## Divisiones administrativas
| Sanjacados entre 1700 y 1740: 1. Sanjacado de Adana (Paşa Sancağı, Adana) 2. Sanjacado de Tarso (Tarso) 3. Sanjacado de Sis ( Sis Sansağı, Kozan) 4. Sanjacado de Ichil ( İçil Sancağı o İçel Sancağı, Anamur - Silifke ) 5. Sanjacado de Alaya ( Alâ'iyye Sancağı, Alanya ) | Sanjacados a mediados del siglo XIX: 1. Sanjacado de Adana 2. Sanjacado de Tarso 3. Sanjacado de Alayeh 4. Sanjacado de Sis 5. Sanjacado de Piyas (Payas?) 6. Sanjacado de Anemur 7. Sanjacado de Selefkeh |